# Likt vårdagssol i morgonglöd
Likt vårdagssol i morgonglöd är en vår- eller påskpsalm av Grundtvig 1846. Översatt till svenska av Johan Alfred Eklund 1909. Melodin av Nathan Söderblom är samma som till I denna ljuva sommartid och därmed även till Hur härligt vittna land och sjö och Lär mig, du skog, att vissna glad.
Texten blev fri för publicering 2015.

## Publicerad som
- Nr 642 i Nya psalmer 1921, tillägget till 1819 års psalmbok under rubriken "Tidens skiften: Årets tider: Våren".
- Nr 472 i 1937 års psalmbok under rubriken "Våren".
- Nr 472 i Psalmer för bruk vid krigsmakten 1961 verserna 1-3.
- Nr 198 i den ekumeniska delen av den svenska psalmboken (dvs psalm 1-325 i Den svenska psalmboken 1986, Cecilia 1986, Psalmer och Sånger 1987, Segertoner 1988 och Frälsningsarméns sångbok 1990) under rubriken "Årstiderna".
- Nr 532 i Svensk psalmbok för den evangelisk-lutherska kyrkan i Finland (1986) under rubriken "Årets tider"